# Bouaye
Bouaye is een plaats in Frankrijk in het departement Loire-Atlantique in de regio Pays de la Loire. De gemeente telde 8.281 inwoners op 1 januari 2022.

## Geografie
De oppervlakte van Bouaye bedroeg op 1 januari 2022 13,83 vierkante kilometer; de bevolkingsdichtheid was toen 598,8 inwoners per km².

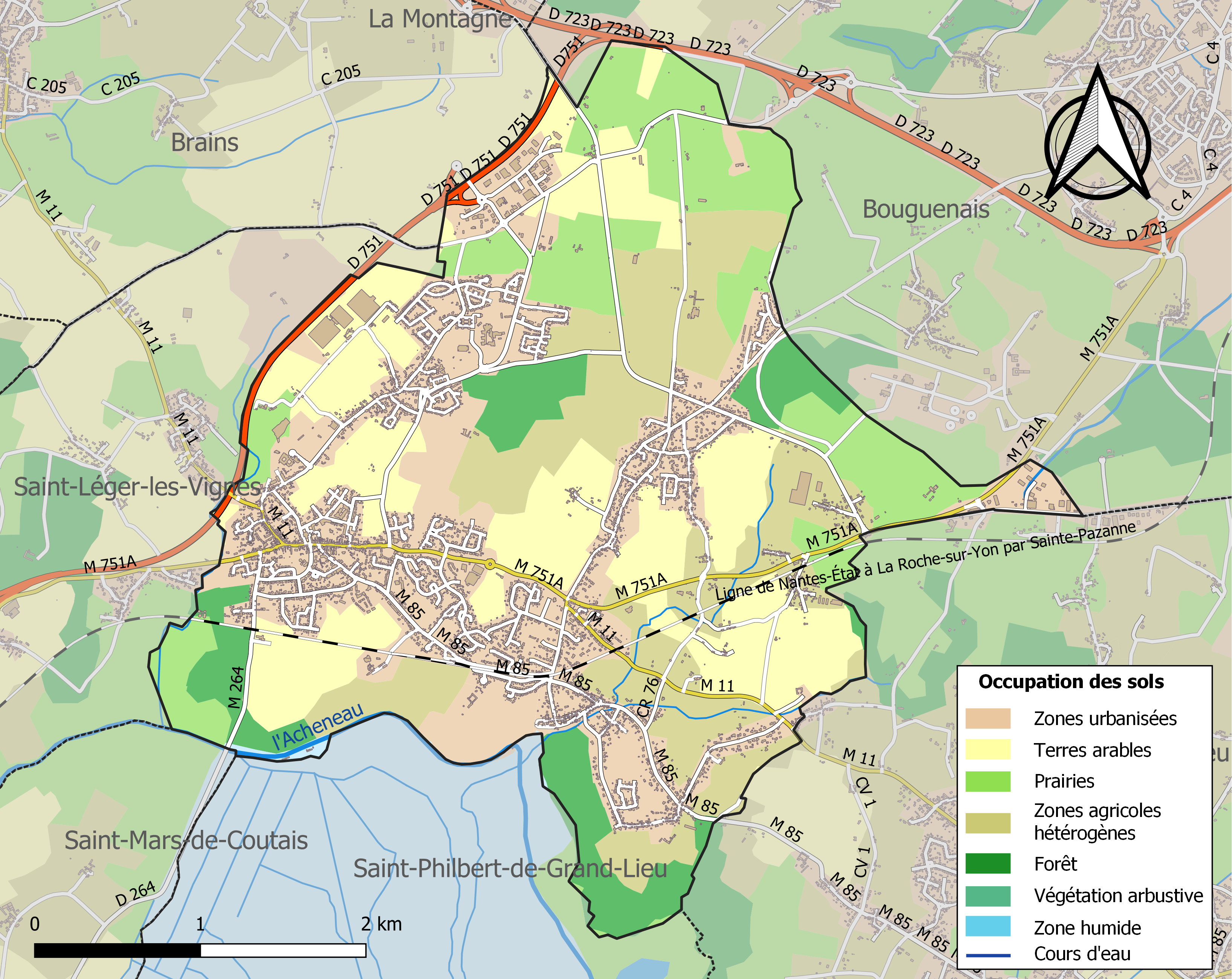
Kaart van de gemeente met de belangrijkste infrastructuur, bodemgebruik en omliggende gemeenten

## Demografie
Onderstaande figuur toont het verloop van het inwonertal (bron: INSEE-tellingen).

## Geboren
- Jean-Marc Guillou (20 december 1945), voetballer